# Philippe Sène
Philippe Sène est un artiste peintre de l’École de Dakar.

## Biographie
Né en 1945 à Diouroup (Sénégal), Philippe Sène a fait sa formation à l’Institut national des arts dans la section Recherches plastiques nègres de 1970 à 1973.
Philippe Sène est très inspiré par la tradition de son ethnie qui est aussi celle du premier président sénégalais, poète et académicien, Léopold Sédar Senghor : les Sérères.
Les esprits protecteurs, les pangools, constituent l’élément dominant de sa peinture et de ses cartons de tapisserie.
Il est également inspiré par des scènes de vie avec toujours un regard profond[Interprétation personnelle ?] sur les valeurs de la société sénégalaise notamment dans ses parts universelles.
Le thème de la femme l’inspire aussi : il valorise le rôle des femmes dans une société dont elles sont la pierre angulaire.
Sa production ces vingt dernières années est rare et difficile à trouver. C’est pourquoi il ne figure que dans les fines collections[C'est-à-dire ?]
C’est un artiste représentatif de l'École de Dakar[En quoi ?].
Depuis 1973, Philippe Sène a exposé au Grand Palais et à la Galerie Antoinette à Paris. Il fait des expositions à succès en Allemagne (Bonn, Bayreuth, Darmstadt…)[réf. nécessaire] et dans son propre pays, le Sénégal[réf. nécessaire].